# 21e cérémonie des Tony Awards
La 21e cérémonie des Tony Awards a eu lieu le 26 mars 1967 au Shubert Theatre de Broadway et fut retransmise sur ABC. Cette année a marqué la première présentation conjointe des prix par l'American Theatre Wing et de la Broadway League (anciennement The League of American Theatres and Producers).

## Cérémonie
La cérémonie présentée par Mary Martin et Robert Preston se déroula en présence de plusieurs personnalités venues décerner les prix dont Lauren Bacall, Harry Belafonte, Carol Burnett, Marge et Gower Champion, Kirk Douglas, John Forsythe, Jill Haworth, Angela Lansbury, le maire John Lindsay, David Merrick, Zero Mostel, Lynn Redgrave, Lee Remick et Barbra Streisand.
Plusieurs spectacles musicaux présentèrent des numéros en live dont : 
- Cabaret (« Wilkommen » – Joel Grey et la troupe) ;
- The Apple Tree (« Movie Star » / « Gorgeous » – Barbara Harris et Larry Blyden) ;
- I Do! I Do! (« Nobody's Perfect » – Mary Martin et Robert Preston) ;
- Walking Happy (« Walking Happy » – Norman Wisdom et la troupe).

## Palmarès
| Meilleure pièce | Meilleure comédie musicale |
| --- | --- |
| - The Homecoming – Harold Pinter - Délicate Balance – Edward Albee - Black Comedy – Peter Shaffer - The Killing of Sister George – Frank Marcus | - Cabaret - I Do! I Do! - The Apple Tree - Walking Happy |
| Meilleur acteur dans une pièce | Meilleure actrice dans une pièce |
| - Paul Rogers – The Homecoming dans le rôle de Max - Hume Cronyn – Délicate Balance dans le rôle de Tobias - Donald Madden – Black Comedy dans le rôle de Harold Gorringe - Donald Moffat – Right You Are (If You Think You Are) dans le rôle de Laudisi - Donald Moffat – The Wild Duck dans le rôle de Hjalmar Ekdal | - Beryl Reid – The Killing of Sister George dans le rôle de Sœur George/June Buckridge - Eileen Atkins – The Killing of Sister George dans le rôle de Childie/Alice McNaught - Vivien Merchant – The Homecoming dans le rôle de Ruth - Rosemary Murphy – Délicate Balance dans le rôle de Claire |
| Meilleur acteur dans une comédie musicale | Meilleure actrice dans une comédie musicale |
| - Robert Preston – I Do! I Do! dans le rôle de Michael - Alan Alda – The Apple Tree dans le rôle de plusieurs personnages - Jack Gilford – Cabaret dans le rôle de Herr Schultz - Norman Wisdom – Walking Happy dans le rôle de Will Mossop                                                                            | - Barbara Harris – The Apple Tree dans le rôle de plusieurs personnages - Lotte Lenya – Cabaret dans le rôle de Fraulein Schneider - Mary Martin – I Do! I Do! dans le rôle de Elle (Agnes) - Louise Troy – Walking Happy dans le rôle de Maggie Hobson                                          |
| Meilleur acteur de second rôle dans une pièce | Meilleure actrice de second rôle dans une pièce |
| - Ian Holm – The Homecoming dans le rôle de Lenny - Clayton Corzatte – The School for Scandal dans le rôle de Charles Surface - Stephen Elliot – Marat-Sade dans le rôle de Mr. Coulmier - Sydney Walker – The Wild Duck dans le rôle de Lt. Ekdal                                                                     | - Marian Seldes – Délicate Balance dans le rôle de Julia - Camila Ashland – Black Comedy dans le rôle de Miss Furnival - Brenda Forbes – The Loves of Cass McGuire dans le rôle de Trilbe Costello - Maria Tucci – The Rose Tattoo dans le rôle de Rosa Delle Rose                               |
| Meilleur acteur de second rôle dans une comédie musicale | Meilleure actrice de second rôle dans une comédie musicale |
| - Joel Grey – Cabaret dans le rôle du maître de cérémonie - Leon Bibb – A Hand Is on the Gate dans le rôle d'un performer - Gordon Dilworth – Walking Happy dans le rôle de Tubby Wadlow - Edward Winter – Cabaret dans le rôle d'Ernst Ludwig                                                                         | - Peg Murray – Cabaret dans le rôle de Fraulein Kost - Leland Palmer – A Joyful Noise dans le rôle de Miss Jimmie - Josephine Premice – A Hand Is on the Gate dans le rôle de plusieurs personnages - Susan Watson – A Joyful Noise dans le rôle de Jenny Lee                                    |
| Meilleure mise en scène pour une pièce | Meilleure mise en scène pour une comédie musicale |
| - Peter Hall – The Homecoming - John Dexter – Black Comedy - Donald Driver – Marat/Sade - Alan Schneider – Délicate Balance | - Harold Prince – Cabaret - Gower Champion – I Do! I Do! - Mike Nichols – The Apple Tree - Jack Sydow – Annie Get Your Gun |
| Meilleure partition originale (Musique et/ou paroles) pour le Théâtre | Meilleure chorégraphie |
| - Cabaret – John Kander (musique) et Fred Ebb (paroles) - The Apple Tree – Jerry Bock (musique) et Sheldon Harnick (paroles) - Walking Happy – Jimmy Van Heusen (musique) et Sammy Cahn (paroles) - I Do! I Do! – Harvey Schmidt (musique) et Tom Jones (paroles)                                                      | - Ron Field – Cabaret - Michael Bennett – A Joyful Noise - Danny Daniels – Walking Happy et Annie Get Your Gun - Lee Theodore – The Apple Tree |
| Meilleurs décors | Meilleurs costumes |
| - Boris Aronson – Cabaret - John Bury – The Homecoming - Oliver Smith – I Do! I Do! - Alan Tagg – Black Comedy | - Patricia Zipprodt – Cabaret - Nancy Potts – The Wild Duck et The School for Scandal - Tony Walton – The Apple Tree - Freddy Wittop – I Do! I Do! |